# Kønsdimorfi
Kønsdimorfi er når hanner og hunner af samme dyreart har forskellig størrelse, farve, udseende, stemme og/eller karakter. Blandt de dyrearter (hovedsageligt fugle), hvor hunnen er størst eller mest farverig, tales der ofte om omvendt kønsdimorfi.

## Eksempler på kønsdimorfi
- Fasanen har en høj grad af kønsdimorfi, med både dramatiske forskelle i farve og i størrelse. Billedet viser en han til højre og en hun til venstre.
- Påfugle, med en han til højre og en hun til venstre.
- Hos ciclider er hannerne blå og hunnerne gule.
- Mandarinænder, han (til venstre) og hun (til højre).
- Gråænder, han (til højre) og hun (til venstre).